# Бопай (село)
Бопай (каз. Бопай) — село в Каракиянском районе Мангистауской области Казахстана. Входит в состав сельского округа Болашак. Код КАТО — 474235200.
Образовано в 2012 году на базе железнодорожной станции Бопай. Административно в состав села также входят разъезды Акбобек и Бастау.
Бопай — железнодорожная станция, расположенная на железной дороге Жанаозен — Казанджик, восточной ветке международного транспортного коридора Север — Юг.